# Peckhamia picata
Espèce
Synonymes
- Synemosyna picata Hentz, 1846

Peckhamia picata est une espèce d'araignées aranéomorphes de la famille des Salticidae.

## Distribution
Cette espèce se rencontre en Amérique du Nord.

## Description
Les mâles mesurent de 3,5 à 5,0 mm et les femelles de 2,8 à 4,0 mm.

## Systématique et taxinomie
Cette espèce a été décrite sous le protonyme Synemosyna picata par Hentz en 1846. Elle est placée dans le genre Synageles par Peckham et Peckham en 1888 puis dans le genre Peckhamia par Simon en 1901.

## Publication originale
- Hentz, 1846 : « Descriptions and figures of the araneides of the United States. » Boston Journal of Natural History, vol. 5, p. 352-370 (texte intégral).